# Old Mornings Dawn
Old Mornings Dawn — седьмой студийный альбом австрийской атмосферик-блэк-метал-группы Summoning, выпущенный 5 июня 2013 года на лейбле Napalm Records.

## Отзывы критиков
Альбом получил положительные отзывы от музыкальных критиков. Тайлер Монро из Exclaim! пишет: «Old Mornings Dawn — это Summoning на высшем уровне, выпустившие ещё один альбом, в котором грандиозность сочетается с самообладанием, грувом и иногда эмоциональным ударом». Катарина в рецензии для metal.de назвала альбом «настоящим шедевром». Apothecary из Metal Storm отметил, что музыка на альбоме стала более грувовая и риффовая и назвал альбом «одним из лучших блэк-метал-релизов года».
Альбом занял 12 место в списке «20 лучших альбомов 2013 года» и стал лучшим мелодик-блэк-метал-альбомом года по версии портала Metal Storm.

## Список композиций
| №                   | Название                                | Длительность |
| ------------------- | --------------------------------------- | ------------ |
| 1.                  | «Evernight» (инструментал)              | 2:48         |
| 2.                  | «Flammifer»                             | 7:07         |
| 3.                  | «Old Mornings Dawn»                     | 9:29         |
| 4.                  | «The White Tower»                       | 9:35         |
| 5.                  | «Caradhras»                             | 9:31         |
| 6.                  | «Of Pale White Morns and Darkened Eves» | 8:22         |
| 7.                  | «The Wandering Fire»                    | 8:02         |
| 8.                  | «Earthshine»                            | 9:33         |
| Общая длительность: | Общая длительность:                     | 64:27        |

| №                   | Название                                  | Длительность |
| ------------------- | ----------------------------------------- | ------------ |
| 9.                  | «The Darkening of Valinor» (инструментал) | 4:04         |
| 10.                 | «With Fire and Sword»                     | 6:46         |
| Общая длительность: | Общая длительность:                       | 75:17        |

## Участники записи
- Protector — вокал, гитара, клавишные
- Silenius — клавишные, вокал

## Чарты
| Чарт (2013)                         | Высшая позиция |
| ----------------------------------- | -------------- |
| Бельгия/Валлония (Ultratop)         | 193            |
| Финляндия (Suomen virallinen lista) | 24             |
| Германия (Offizielle Top 100)       | 98             |
| Швеция (Sverigetopplistan)          | 51             |
| Швейцария (Schweizer Hitparade)     | 99             |